# Association internationale de surf
L'Association internationale de surf(en anglais et officiellement International Surfing Association (ISA)) est reconnue par le Comité international olympique (CIO) en tant qu'autorité d'administration mondiale pour le surf. Elle a été fondée à l'origine sous le nom de  Fédération internationale du surf en 1964 et a organisé les championnats du monde depuis 1964 et les championnats du monde junior depuis 1980. 

## Historique

Logo de l'ISA jusqu'en 2021

Le surf a acquis une importance internationale dans les années 1900 quand le célèbre surfeur hawaïen Duke Kahanamoku remporté la médaille d'or pour la natation aux Jeux olympiques de 1912. Dans le contexte des relations publiques, une tournée de démonstration a été organisée dans le monde, qui a permis à de nombreux pays de découvrir ce sport. En conséquence, le surf a gagné en popularité et en 1964, au cours des premiers championnats du monde de surf à proximité de Sydney, en Australie, l'ISF (International Surfing Federation) a été créé, avec Eduardo Arena élu Président. Cette association a rassemblé toutes les nations de surf et a commencé à organiser des championnats du monde tous les deux ans. En novembre 1976, à Hawaï, l'ISF a fait place à l'ISA (International Surfing Association). 
L'ISA est l'autorité régissant le monde pour le surf et toutes ses disciplines, y compris bodyboard, kneeboard, longboard, tandem, skimboard et bodysurf. L'ISA régit les sports et travaille à leur développement dans ses pays membres et à l'établissement de nouveaux sites de pratique. 
L'ISA organise les World Surfing Games événement qualificatif aux Jeux olympiques.

## Membres
En 2018, la fédération compte 101 membres
| Afrique | Amériques | Asie | Europe | Océanie |
| --- | --- | --- | --- | --- |
| - Afrique du Sud (Surfing South Africa) - Algérie (Djazair Surf Club) - Angola (FADEN) - Cap-Vert (Skibo Surf Club) - Côte d'Ivoire (Cote d'Ivoire Surfing Association) - Gambie (Gambia Swimming & Aquatic Sports Association) - Ghana (Ghana Surfing Association) - Liberia (Liberian Surfing Association) - Madagascar (Madagascar Yachting, Rowing, Canoeing and Surfing Squadron Federation) - Maroc (Federation Royale Marocaine de Surf et Bodyboard) - Namibie (Namibia Surfing Association) - Nigeria (Nigeria Surfing Federation) - Sao Tomé-et-Principe (Canoeing and Surf Federation of São Tomé e Príncipe) - Sénégal (Federation Senegalaise de Surf) - Sierra Leone (Sierra Leone Surfing Association) - Somalie (Somali Surfing Federation) | - Argentine (Asociación de Surf Argentina) - Aruba (Aruba Surf Association) - Bahamas (Bahamas Surfing Association) - Barbade (Barbados Surfing Association) - Brésil (Confederação Brasileira de Surf) - Canada (CSA Surf Canada) - Îles Caïmans (Cayman Islands Surfing Association) - Chili (Chilean Surfing Federation) - Colombie (Asociacion Colombiana de Surf) - Costa Rica (Federación de Surf de Costa Rica) - République dominicaine (Federacion Dominicana de Surf) - Équateur (Federación Ecuatoriana de Surf) - Salvador (Federación Salvadorena de Surf) - Guatemala (Guatemala Surfing Association) - Haïti (Surf Haiti) - Hawaï (Hawaii Amateur Surfing Association (HASA)) - Jamaïque (Jamaica Surfing Association) - Mexique (Federación Mexicana de Surfing) - Nicaragua (Nicaragua Surfing Association) - Panama (Asociación Panameña de Surf) - Pérou (Federación Deportiva Peruana de Tabla) - Porto Rico (Puerto Rico Surfing Federation) - Trinité-et-Tobago (Surfing Association of Trinidad and Tobago) - Îles Vierges des États-Unis (United States Virgin Islands Surfing Association) - États-Unis (Surfing America) - Uruguay (Union de Surf del Uruguay) - Venezuela (Federación Venezolana de Surf) | - Afghanistan (Waveriding Association of Afghanistan) - Bangladesh (Surfing Bangladesh) - Chine (Chinese Extreme Sports Association) - Chinese Taipei (Chinese Taipei Surfing Association) - Émirats arabes unis (Dubai Surfing Association) - Hong Kong (Hong Kong Stand Up Paddle Board Association) - Inde (Surfing Federation of India) - Indonésie (Indonesian Surfing Association) - Iran (I.R. Iran Surfing Association) - Japon (Nippon Surfing Association) - Liban (Lebanon Surf & Sport) - Malaisie (Malaysian Surfing Association) - Maldives (Maldives Surfing Association) - Népal (Nepal national Surfing Association) - Philippines (United Philippines Surfing Association) - Singapour (Surfing Association of Singapore) - Corée du Sud (Korea Surfing Association) - Sri Lanka (Surfing Federation of Sri Lanka) - Thaïlande (Surfing Thailand) | - Autriche (Austrian Surfing) - Belgique (Belgian Surfing Federation) - Bulgarie (Bulgarian Extreme Water Sports Association) - République tchèque (Czech Federation of Stand Up Paddle) - Danemark (Danish Surfing and Rafting Federation) - Angleterre (Surfing England) - Finlande (Finnish SUP and Surf Federation) - France (Fédération française de surf) - Allemagne (Deutscher Wellenreit Verband) - Grèce (Hellenic Surf and StandUp Association) - Pays-Bas (Holland Surfing Association) - Hongrie (Hungarian Surf Association) - Irlande (Irish Surfing Association) - Israël (Israel Surfing Association) - Italie (Federazione Italiana Sci Nautico e Wakeboard) - Lettonie (Latvian Surfing and SUP federation) - Lituanie (Lithuanian Surfing Association) - Norvège (Norwegian Surfing Club) - Pologne (Polskie Stowarzyszenie Surfingu) - Portugal (Federação Portuguesa de Surf) - Russie (Russian Surfing Federation) - Écosse (Scottish Surfing Federation) - Slovaquie (Slovak Surfing Association) - Slovénie (Surf Zveza Slovenije) - Espagne (Federación Española de Surf) - Suède (Swedish Surfing Association) - Suisse (Swiss Surfing Association) - Turquie (Turkish Developing Sports Federation) - Pays de Galles (Welsh Surfing Federation) | - Australie (Surfing Australia) - Fidji (Fiji Surfing Association) - Guam (Guahan Napu, Inc.) - Kiribati (Kiribati Surfing Association) - Nauru (Nauru Surf Club) - Nouvelle-Zélande (Surfing New Zealand Inc.) - Papouasie-Nouvelle-Guinée (Surfing Association of Papua New Guinea) - Samoa (Samoa Surfriders Association) - Tahiti (Fédération Tahitienne de Surf) - Vanuatu (Vanuatu Surfing Association) |

## Catégories
L'ISA reconnait les catégories suivantes :
- Surfboard : Open - Junior - Femmes.
- Longboard : Open - Femmes.
- Bodyboard : Open - Femmes.
- Kneeboard : Open - Femmes.
- Tandem : deux concurrents (un homme et une femme) sur un même surf, font une série de figures.
- Stand up paddle[3]
- Skimboard : reconnu par l'ISA mais pas d'épreuve au championnat du monde ISA.
- Bodysurf : reconnu par l'ISA mais pas d'épreuve au championnat du monde ISA.

## Dernières éditions
- 2009 Playa Hermosa, Costa Rica[4]
  - Open : Jérémy Florès ( France)
  - Women :  Courtney Conlogue ( États-Unis)
  - Longboard : Antoine Delpero ( France)
  - ISA Aloha Cup :  Australie
  - Par équipes :  États-Unis
  - Opunake :  Nouvelle-Zélande
  - Open Kneeboard : Gavin Colman ( Australie)

- 2008 Costa de Caparica, Portugal[5]
  - Open : C.J. Hobgood ( États-Unis)
  - Women : Sally Fitzgibbons ( Australie)
  - Bodyboard Hommes : Marcus Lima ( Brésil)
  - Bodyboard Femmes : Natasha Sagardia ( Porto Rico)
  - Longboard : Matthew Moir ( Afrique du Sud
  - ISA Aloha Cup (Tag Team) :  France
  - Par équipes : ( Australie)
  - Punta Rocas :  Pérou
  - Masters : Juan Ashton, ( Porto Rico)
  - Grandmasters : Rob Page( Australie))
  - Kahunas : Marc Wright ( Afrique du Sud)
  - Grand Kahunas : Chris Knutsen, ( Afrique du Sud)
  - Masters Femmes : Heather Clark ( Afrique du Sud)
  - Masters par équipes -  Afrique du Sud
  - Waikiki :   Hawaï
  - Tandem : Tiffany Rabacal et Chuck Inman ( Hawaï)

## Éditions précédentes
- 2007 : Rincón, Porto Rico
- 2006 : Huntington Beach, Californie, États-Unis
- 2004 : Playa de la FAE, Salinas, Équateur
- 2003 : Taranaki, Nouvelle-Zélande
- 2002 : Durban, Afrique du Sud
- 2000 : Porto de Galinhas, Pernambuco, Brésil
- 1998 : Carcavelos, Portugal
- 1996 : Huntington Beach, Californie, États-Unis
- 1994 : Rio de Janeiro, Brésil
- 1992 : Lacanau, Gironde, France
- 1990 : Chiba, Japon
- 1988 : Aguadilla, Porto Rico
- 1986 : Newquay, Angleterre
- 1984 : Huntington Beach, Californie, États-Unis
- 1982 : Gold Coast, Queensland, Australie
- 1980 : Biarritz, Pyrénées-Atlantiques, France
- 1978 : East London, Afrique du Sud
- 1972 : San Diego, Californie, États-Unis
- 1970 : Bells Beach, Victoria, Australie
- 1968 : Rincón, Porto Rico
- 1965 : Lima, Pérou
- 1964 : Manly, Australie

## Sources et références
- (en) Guide ISA

1. ↑  Le CIO fait toutjours mention federation internationale de surf selon la dénomination avant 1976
2. ↑  « Stand Up Paddle : l'ISA contre-attaque », sur SurfingFrance (consulté le 18 août 2020)
3. ↑  (en) Présentation et résultats de l'épreuve 2009 sur le site de l'ISA
4. ↑  (en) Présentation et résultats de l'épreuve 2008 sur le site de l'ISA